# Hippokrates z Geli
Hippokrates z Geli, Hipokrates z Geli (ur. ?, zm. 491 p.n.e.) – tyran miasta Gela na Sycylii w latach 498 – 491 p.n.e. Był synem Pantaresa i bratem Kleandera, poprzedniego tyrana Geli, po którym objął rządy.
Hippokrates prowadził wojny z pomocą najemników, w zdobytych miastach obsadzał swoich zarządców. Uległy mu takie miasta-kolonie Greków sycylijskich jak Naksos, Kallipolis, Zankle i Leontinoj. Pokonał również Syrakuzy w bitwie nad rzeką Eloros, lecz powstrzymał się od zajęcia miasta w wyniku działań dyplomatycznych Koryntu i Korkyry. W zamian za odstąpienie od oblężenia otrzymał terytorium Kamaryny, zniszczonej przez Syrakuzańczyków w 550 p.n.e., i ponownie zasiedlił to miasto. W sumie efektem ekspansji terytorialnej Hippokratesa było rozciągnięcie jego władzy na dużą część wschodniej Sycylii oraz utworzenie pierwszego państwa na wyspie, które było jednocześnie wówczas największym państwem greckiego Zachodu.
Zginął podczas wyprawy przeciw tubylczym Sykulom. Pozostawił dwóch małoletnich synów, Euklidesa i Kleandrosa. Nie objęli oni jednak władzy w państwie, gdyż zostali usunięci przez Gelona, który przejął rządy jako kolejny tyran.